# اچ‌ام‌اس براک (۱۷۹۵)
اچ‌ام‌اس براک (۱۷۹۵) (به انگلیسی: HMS Braak (1795)) یک کشتی است.